# Ballata della tromba/Tempo d'estate
Ballata della tromba/Tempo d'estate è il primo singolo di Nini Rosso, pubblicato dalla Titanus nel 1961. Entrambi i brani sono, interamente, di Franco Pisano.

## Tracce
1. Ballata della tromba – 2:55
2. Tempo d'estate – 2:25